# Comitatul Rio Arriba, New Mexico
Comitatul Rio Arriba este unul din cele 33 de comitatele statului New Mexico. Conform datelor furnizate de Census 2000, populația comitatului fusese de 40.246.  Sediul comitatului se găsește în localitatea Tierra Amarilla. GR6

## Geografie
Conform datelor adunate de Biroul de recensământ al Statelor Unite, comitatul are o suprafață totală de 15.271 km² (sau de 5,896 square miles), dintre care 15,171 km² (sau 5,858 square miles) este uscat și restul de 100 km² (ori 38 square miles), adică 0.65%, este apă.  Punctul topografic cel mai înalt al comitatului este vârful montan numit Truchas Peak cu 3.993 metri sau 13,102 picioare.
Comitatul a ajuns la actualele dimensiuni după crearea comitatului San Juan, la care s-au adăugat alte ajustări teritoriale.

### Comitate adiacente
- Comitatul Taos - est
- Comitatul Mora - sud-est
- Comitatul Santa Fe - sud
- Comitatul Los Alamos - sud
- Comitatul Sandoval - sud
- Comitatul San Juan - vest
- Comitatul Archuleta, Colorado - nord
- Comitatul Conajos, Colorado - north

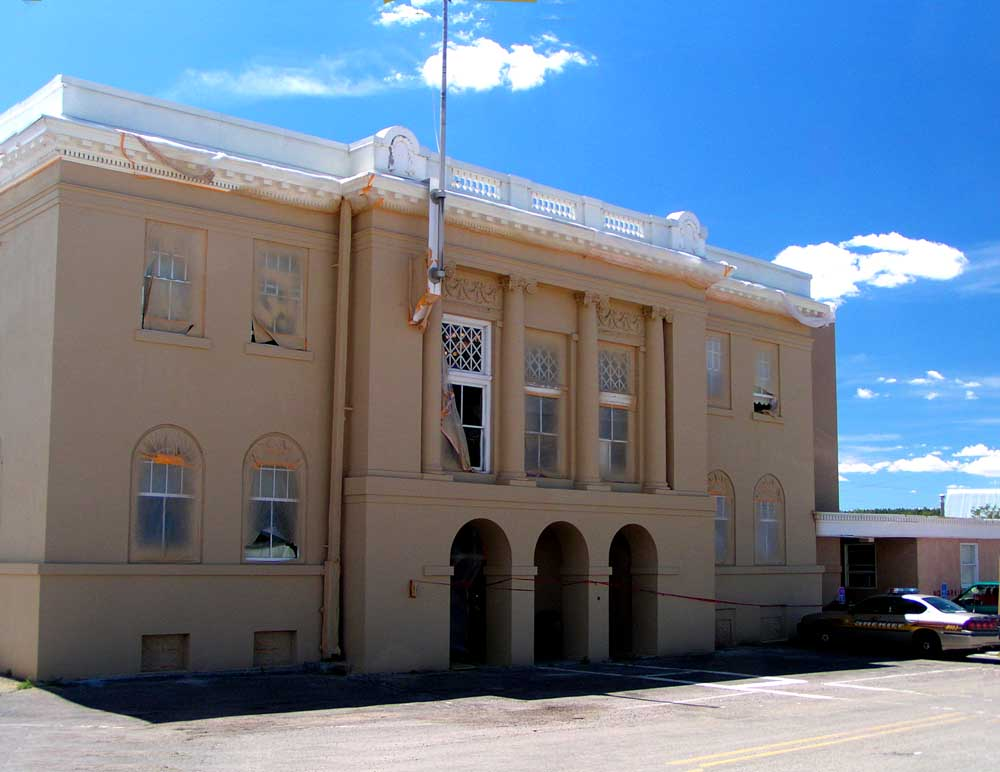
Rio Arriba County Courthouse, Isaac Rapp, architect, 1916-17

### Zone protejate național
- Carson National Forest (parțial)
- Santa Fe National Forest (parțial)
- Valles Caldera National Preserve (parțial)

## Demografie
|  | Graficele sunt indisponibile din cauza unor probleme tehnice. Mai multe informații se găsesc la Phabricator și la wiki-ul MediaWiki. |

Date: Wikidata - grafică realizată de Wikipedia

## Istorie politică
Actualii lideri sunt
| District   | Nume            | Partid politic | Ales prima dată | Termenul expiră |
| ---------- | --------------- | -------------- | --------------- | --------------- |
| District 1 | Barney Trujillo | Democrat       | 2010            | 2014            |
| District 2 | Alfredo Montoya | Democrat       | 2006            | 2014            |
| District 3 | Felipe Martinez | Democrat       | 2004            | 2012            |

## Localități

### Oraș
- Española

### Orășel / Târg
- Dulce

### Sate
- Chama
- Petaca
- Las Tablas

### Locuri desemnate pentru recensământ
- Alcalde
- Chimayo
- Ohkay Owingeh (cunoscut anterior ca San Juan Pueblo)
- San Juan
- Santa Clara Pueblo

### Alte localități
- Abiquiú
- Canjilon
- Cordova
- Dixon
- El Rito
- Embudo
- Hernandez
- Tierra Amarilla
- Truchas
- Gallina, New Mexico

## Points of interest
- Puye Cliff Dwellings
- Ghost Ranch
- Echo amphitheatre
- Cumbres & Toltec Scenic Railroad
- Monastery of Christ in the Desert
- Project Gasbuggy

## Educație

### Colegii
- Northern New Mexico College with campuses in Española and El Rito